# 位相緩和
位相緩和（いそうかんわ）とは量子力学において、量子状態の重ね合わせが解けコヒーレンスが失われる現象である。
量子コンピュータの分野における関心事の一つに、長い位相緩和時間を実現することがある。単に位相緩和といった場合は、主に緩和時間T2で特徴づけられる横緩和（dephasing）のことを指す。量子デコヒーレンスは、エネルギー緩和を考慮しているため、両者には明確な違いがある。位相緩和は量子デコヒーレンスの素過程である。

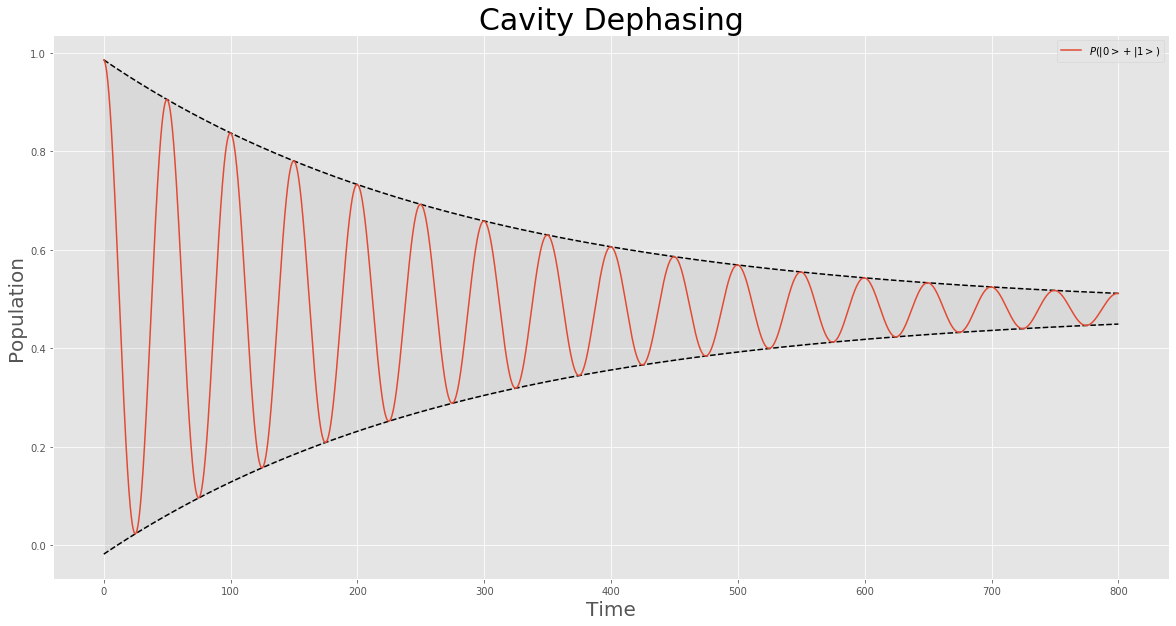
ディフェージングにより、キャビティはコヒーレンスを失う。

物理学では、位相緩和は量子システムから古典的な振る舞いを回復するメカニズムであり、これは摂動によって引き起こされたコヒーレンスが時間の経過とともに減衰し、システムが摂動前の状態に戻る方法を指しており、分子分光法や原子分光法、およびメゾスコピックデバイスの物性物理学において重要な効果である。